# Репертоарска политика
Репертоарска политика је оријентација у приказивању сценских дела коју има неко позориште, опредељујући се, притом, естетским или другим принципима, у једном краћем или дужем временском раздобљу. Доследност у спровођењу репертоарске политике доноси, углавном, и зреле уметничке резултате, јер се извођачки ансамбл поступно привикава на одређене стилске и друге интерпретативне захтеве.
Позориште у свом репертоару може ићи за репертоаром класичних дела, али може да се води и истраживачким позориштем, тј. репертоаром уз појаву савремених и модерних наслова, тј. сценских дела.